# Народицький народний краєзнавчий музей

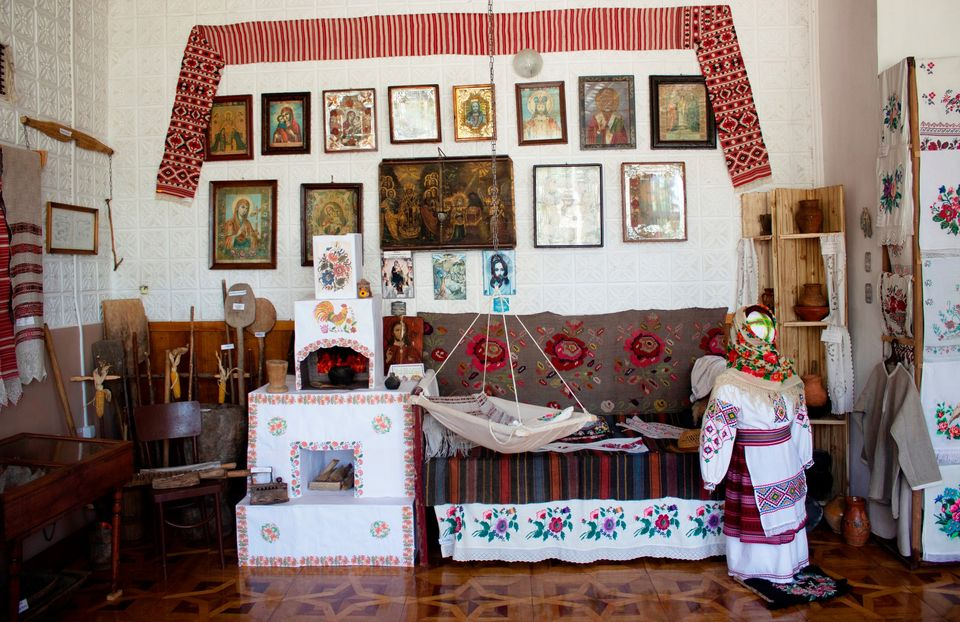
Ікони, вишивка народних майстрів

Народицький народний краєзнавчий музей – краєзнавчий музей у смт.Народичі (Житомирська область),  основний фонд музею налічує 970 експонатів, 12 з яких є частиною Музейного фонду України.
Музей розташований у смт.Народичі за адресою: вул. 1-го Травня, 15-А -11401, Україна

### Історія музею
Створений у 1990 році на громадських засадах. Народицький народний краєзнавчий музей сьогодні не є окремою юридичною особою, а входить до складу селищної бібліотеки відділу культури Народицької селищної ради.  
Звання "народний" музею присвоїли відповідно до  рішення колегії управління культури облдержадміністрації у 2014 році.

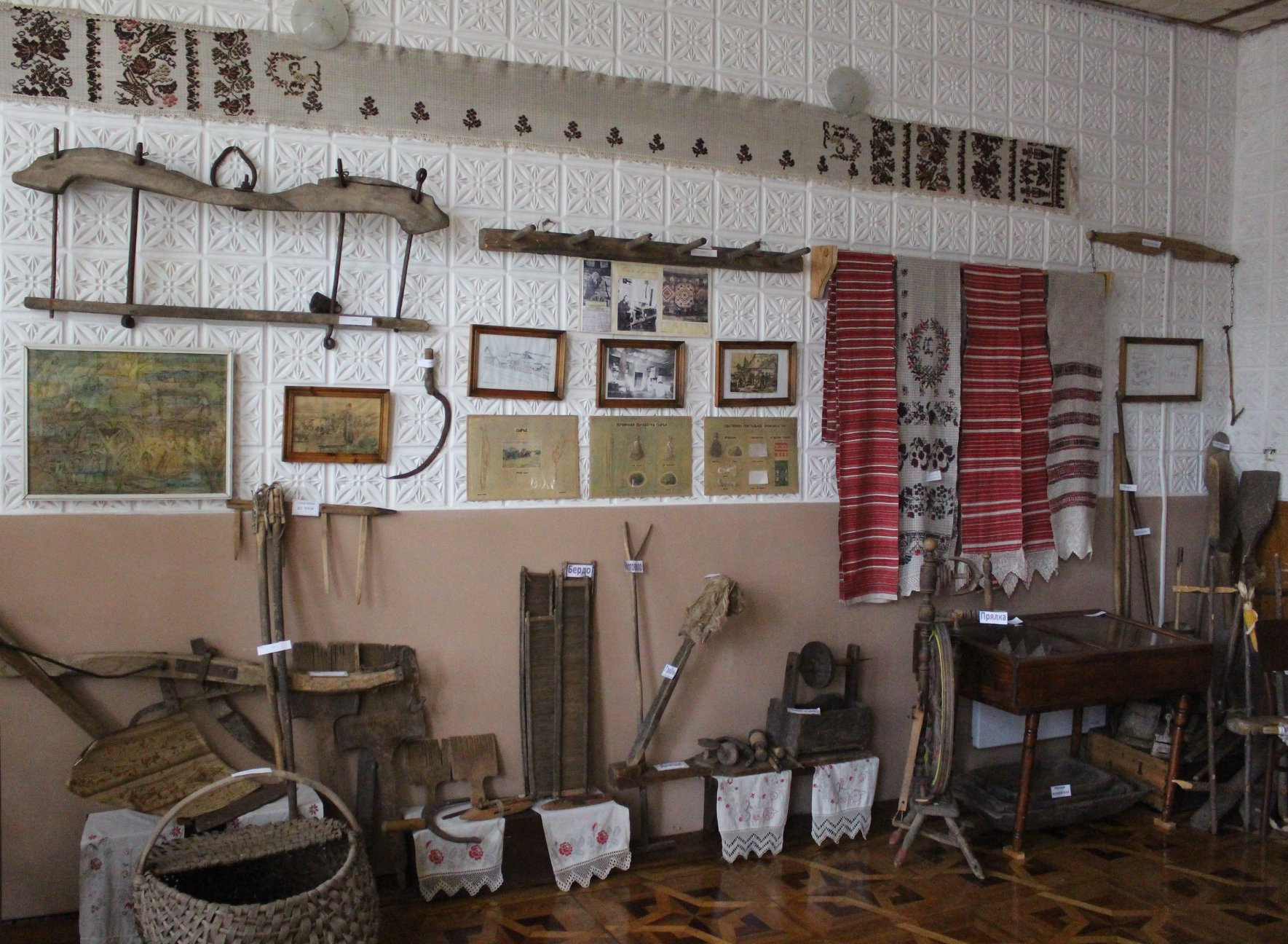
Експонати знарядь праці

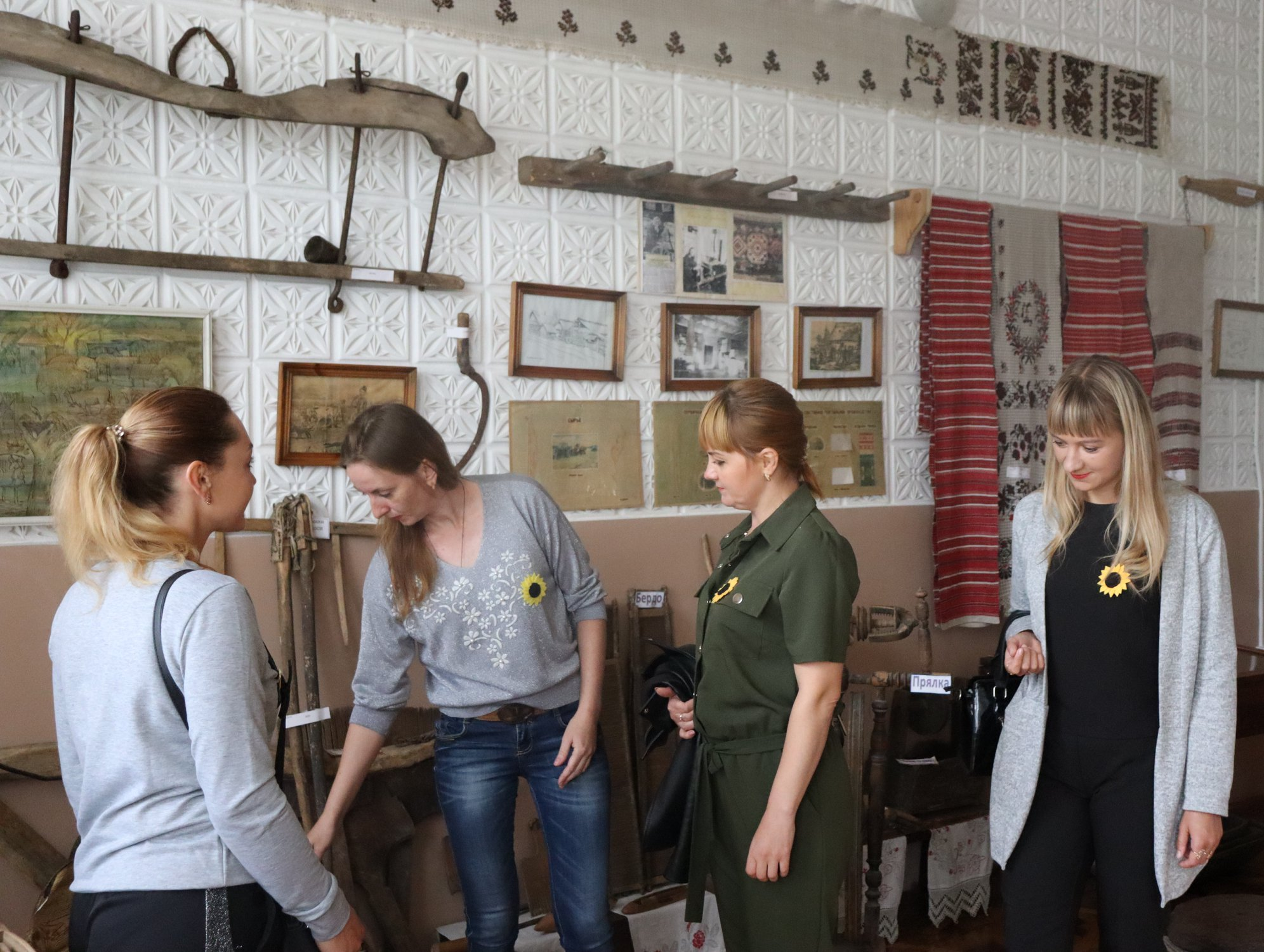
Екскурсія до музею

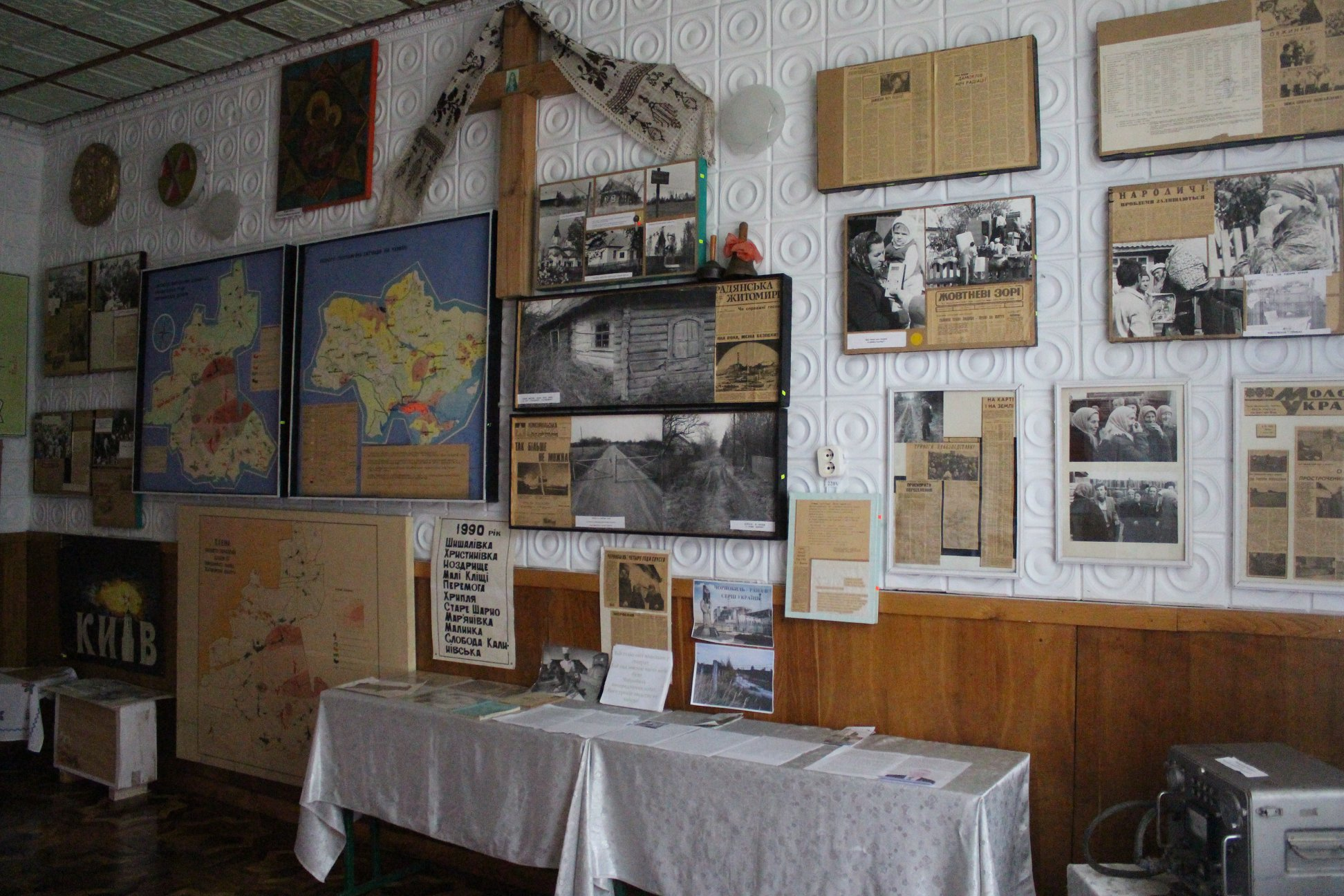
Експонати подій аварії на Чорнобильській АЕС

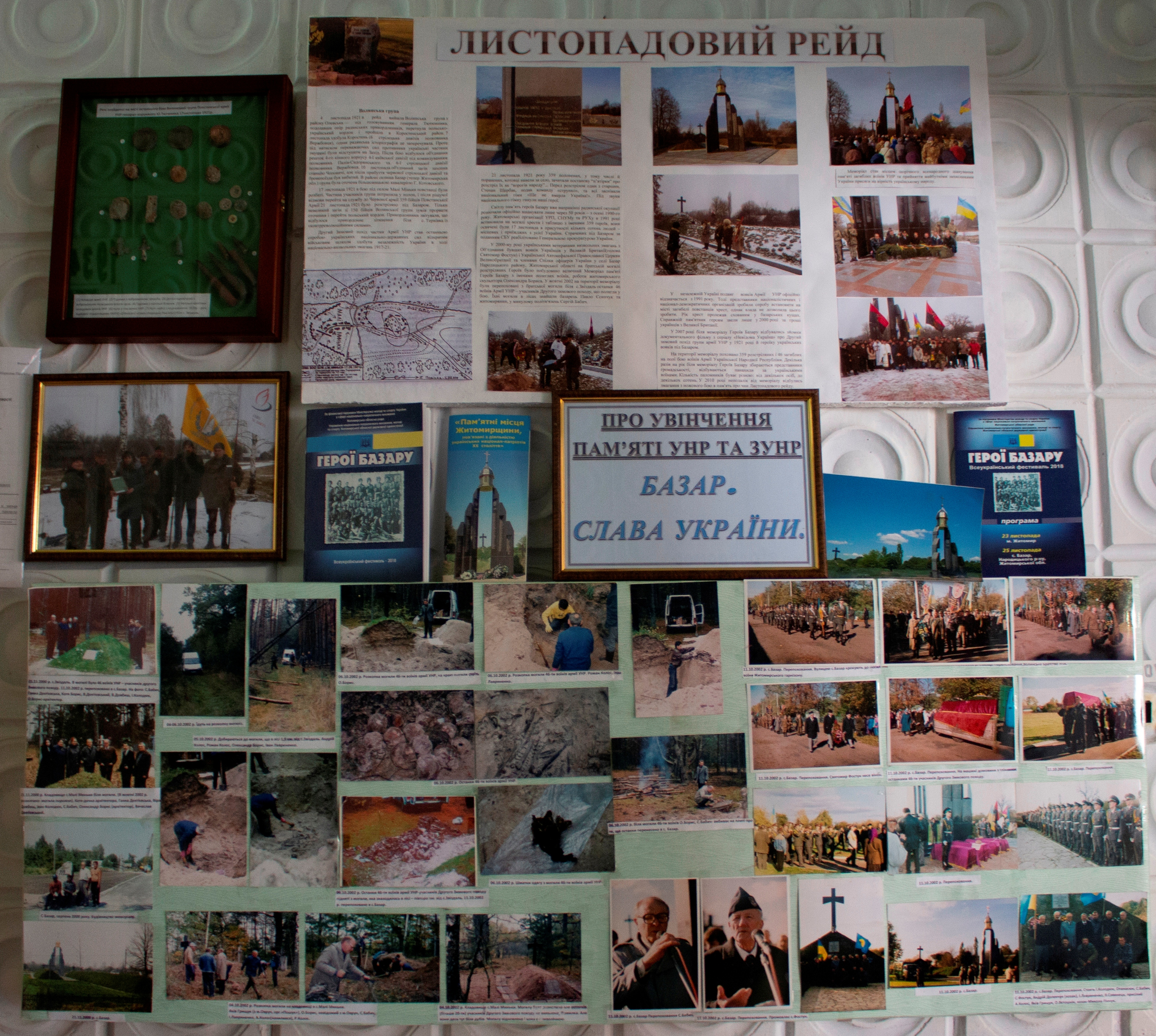
Постійна експозиція про увічнення пам’яті УНР та ЗУНР "Базар. Слава України"

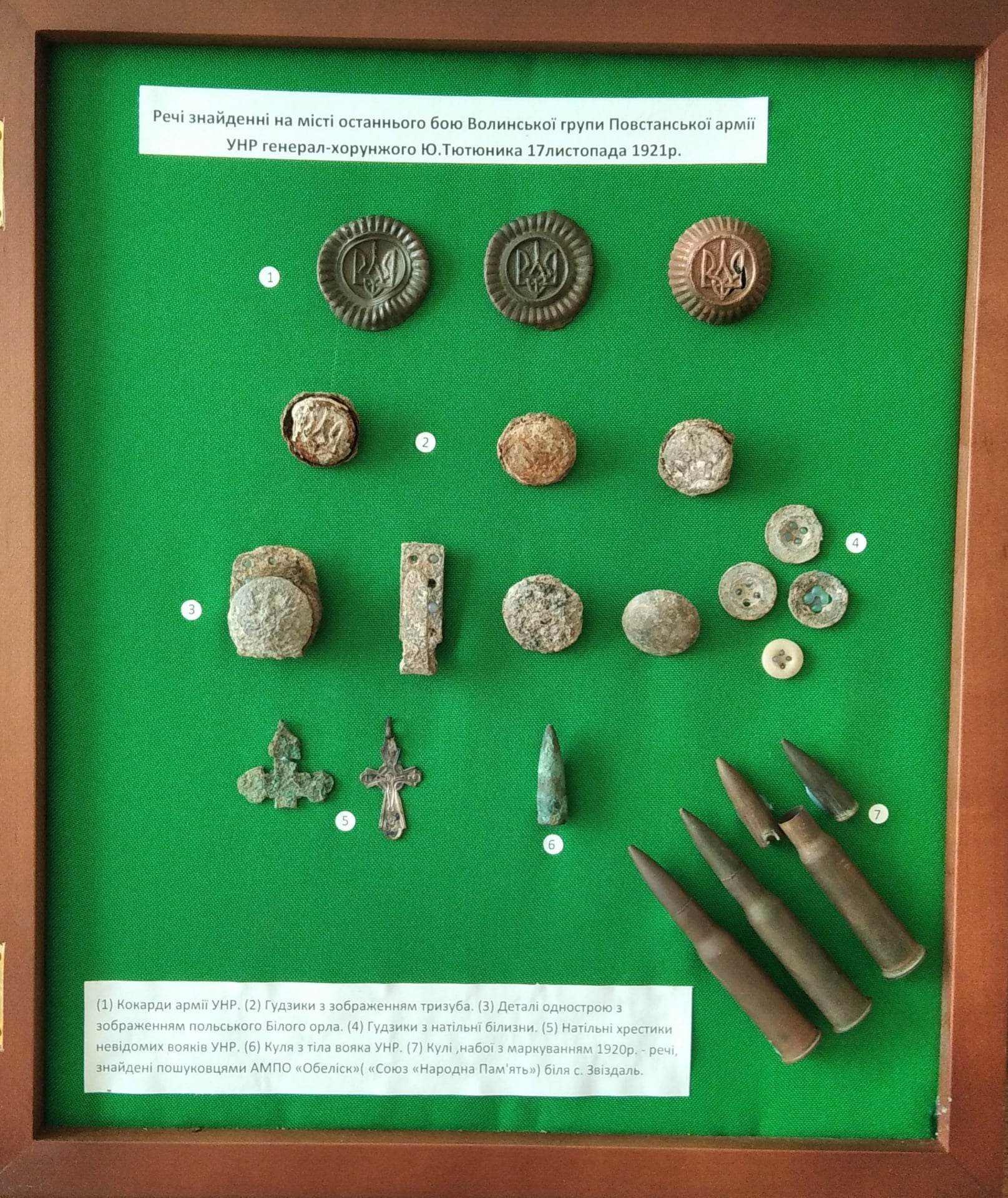
Особисті речі воїнів армії УНР17 листопада 1921 року

### Експозиція та діяльність
Експонати та експозиції розміщено у трьох кімнатах. Екскурсія починається з доісторичних експонатів: знарядь праці, витворів якнайдавнішого мистецтва, а далі ікони, рушники і багато іншого. У всьому розмаїтті представлені шедеври народних ремесел. Проходячи залами музею, можна бачити, як удосконалювалася людина, стаючи більш вмілою та майстерною.
В окремій кімнаті розміщені експонати, що стосуються подій аварії на Чорнобильській АЕС. Численні матеріали, документальні свідчення і фотознімки розповідають про страшне лихо, яке впало на нашу землю 26 квітня 1986 року. Експозиція не залишить байдужим жодного відвідувача. В ній зібрані численні газетні публікації, карти радіоактивного забруднення, прилади, якими в перші роки після аварії замірювали радіаційний фон. А головне - розповіді про те, як наш народ вів двобій із мирним атомом.

Значну цінність становить постійна експозиція  про увічнення пам’яті УНР та ЗУНР «Базар. Слава України», яка поповнюється новими експонатами.
У стінах музею регулярно проводяться екскурсії, тематичні виставки, тематичні вечори, відбуваються систематичні зустрічі з відвідувачами, проходять дні відчинених дверей.
Тут вивчають історію та звичаї краю учні Народицького ліцею та гімназій  громади, вихованці Будинку дитячої творчості, краяни.